# Inquisidor

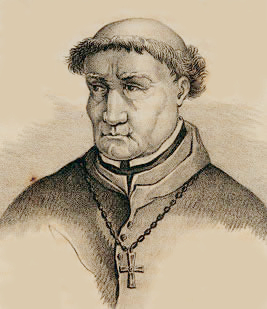
El inquisidor Tomás de Torquemada

El término Inquisidor (del latín inquirere < quaerere, "buscar", aquel que "busca" o "inquiere") era la denominación de los presbíteros que se designaban a cada uno de los tres juzgados de la Inquisición, un tribunal y organización creada para extirpar la herejía religiosa, la heterodoxia ideológica y otros asuntos rechazados por la Iglesia católica mediante la censura o expurgo (libros, comedias etc.), el castigo jurídico (multa, confiscación, sambenito) o la ejecución por la hoguera (reos rebeldes), en efigie (reos huidos o desaparecidos), por la horca (reos de condición humilde reconciliados) o por el hacha (reos de elevada condición social).

## Historia
La Inquisición fue establecida en el año 1184 mediante la bula del Papa Lucio III Ad abolendam, como un instrumento para acabar con la herejía cátara y desde los Estados Pontificios fue implantada durante un tiempo más o menos largo o con más o menos rigor según el país europeo o la colonia de que se tratara; en España, por ejemplo, duró mucho tiempo. Al inquisidor jefe de cada nación se le llamaba Inquisidor General. Los inquisidores tenían formación jurídica y como tales no se dejaban influir fácilmente por prejuicios populares, por lo cual raramente procedían a quemar brujas, costumbre más bien propia de ambientes rurales e iletrados. Su labor era principalmente castigar el delito ideológico y teológico y reprimir la heterodoxia.
Cada tribunal estaba formado por tres jueces, que elaboraban un sumario secreto en el que estaba prohibido informar al demandado de qué delito contra la fe se le acusaba. Conforme la Inquisición fue agotando su cometido, se le ampliaron sus funciones, al menos en España, en persecución de pederastas, homosexuales y protestantes de otras naciones, a veces acercándose a funciones políticas más cercanas a las de un servicio de contraespionaje o contrainteligencia.
Había distintos tipos de funcionarios inquisitoriales: teólogos calificadores, familiares o fiscales denunciantes y alguaciles. Había, asimismo, fiscales y defensores.

### Tipos
Se pueden distinguir los siguientes tipos de inquisidores:
- Inquisidor general. Era el supremo inquisidor a cuyo cargo estaba el gobierno del Consejo de Inquisición y de todos los tribunales.
- Inquisidor apostólico. Era el nombrado por el inquisidor general para entender en los negocios pertenecientes a la Inquisición.
- Inquisidor ordinario. El obispo o el que en su nombre asistía a sentenciar en definitiva las causas de los reos de fe.

## Inquisidores famosos
Algunos de los inquisidores más famosos de la historia son:
- Adriano de Utrecht (posteriormente el papa Adriano VI)
- Alonso de Salazar y Frías
- Bernardo Gui
- Diego de Deza
- Fabio Chigi (posteriormente el papa Alejandro VII)
- Francisco Jiménez de Cisneros
- Gian Pietro Caraffa (posteriormente el papa Paulo IV)
- Konrad von Marburg
- Pedro de Arbués
- Roberto Belarmino
- Tomás de Torquemada

## En la literatura
- El inquisidor, novela de Patricio Sturlese, muestra en primera persona la persecución de herejes y de brujas por parte de un inquisidor durante el siglo XVI.
- El nombre de la rosa, novela de Umberto Eco, ambientada en el Medioevo, en su trama aparece el histórico inquisidor Bernardo Gui.
- Morte dell'inquisitore (1964), novela de Leonardo Sciascia, ambientada en la Sicilia del siglo XVII, trata sobre el asesinato del inquisidor Juan López de Cisneros (m. 1657).